# Barthélemy Guérini
 (mars 2011).
Si vous disposez d'ouvrages ou d'articles de référence ou si vous connaissez des sites web de qualité traitant du thème abordé ici, merci de compléter l'article en donnant les références utiles à sa vérifiabilité et en les liant à la section « Notes et références ».
Pour les personnes ayant le même patronyme, voir Guérini.
Barthélemy Guérini , dit Mémé Guérini, né le 25 avril 1908 à Calenzana (Corse, actuelle Haute-Corse), et mort le 2 mars 1982 à Cannes (Alpes-Maritimes), est une figure dominante du milieu marseillais de l'après-guerre, avec son frère Antoine Guérini.
Décoré de guerre pour fait de Résistance, Barthélemy Guérini est condamné à vingt ans de prison en 1969 pour complicité d'assassinat.

## Un jeune Corse au sang chaud
Fils du bûcheron Félix Guérini, Barthélémy dit Mémé est membre d'une fratrie de huit enfants (six garçons et deux filles). En 1921, âgé de 13 ans, il sera le premier membre de la famille à quitter la Corse pour aller vivre sur le continent, sans même savoir parler français, ni lire ou écrire. Arrivé à Bordeaux il fait la connaissance de Titi Colonna, ami de son père et figure du Milieu bordelais, qui lui présente une certaine Léonie, tireuse de cartes. Mémé se lie à cette jeune fille et enchaîne les petits boulots.
Deux ans plus tard il rejoint son frère Antoine à Nice avant de partir avec lui pour Marseille. Léonie commence à se prostituer tandis qu'Antoine se met lui aussi à jouer les proxénètes. Si Mémé est moins remarqué que son aîné, il reste néanmoins encore plus déterminé que lui, voulant s'éloigner le plus possible de la misère dans laquelle il a grandi.
Au début des années 1930 Antoine s'est fait un véritable nom dans le Milieu marseillais et propose alors à son frère de s'associer avec lui. Jusqu'à la guerre, ils ne cesseront de monter en puissance, possédant deux bars et une bonne dizaine de maisons closes à la fin des années 1930. Pour les aider dans cette activité, toute la fratrie débarque à Marseille, assurant des postes comme serveur ou barman. Antoine et Barthélémy ont aussi su à cette époque mettre tous les atouts de leur côté en s'assurant de solides appuis politiques (ils fournissaient des colleurs d'affiches et du personnel d'ordre à la SFIO) et en évitant d'affronter de face Carbone et Spirito, les patrons de la ville.

## Un voyou résistant?
Mémé Guérini est un contact du commissaire Blémant. Alors que la position d'Antoine reste ambiguë (il aide résistants et juifs à se cacher tout en commerçant avec l'Occupant), Barthélemy prendra lui directement part aux combats (un autre des frères Guérini, Pascal, organise une filière de fuite pour les clandestins). Mémé fera à cette occasion la rencontre de Gaston Defferre, une relation qui servira beaucoup à la fratrie après guerre. 
Mémé aurait fait partie des dirigeants du réseau clandestin « Joseph le Fou », branche du réseau « Brutus », ce qui lui aurait valu d'être décoré à la Libération. De nombreux faits d'armes émaillent la légende résistante de Mémé : le guet-apens d'un convoi qui transportait une jeune juive de douze ans, la décapitation d'un traître qui avait dénoncé des résistants, l'attaque d'un char d’assaut en plein Marseille. Et des déchirures, comme la mort de son aimée du moment, une jeune fille rencontrée en Corse, noyée sous ses yeux à la suite du torpillage par un sous-marin du bateau dans lequel ils voyageaient. Ou cette fois où, attrapé par les Allemands, il ne dut son salut qu'à l'aide d'une courageuse religieuse. Certains doutent en revanche de la réalité de cette Résistance, et avancent que la décoration de Mémé à la Libération tient surtout à l'ampleur de ses relations politiques.

## Retour auxaffaires
Après la guerre, les Guérini ont le champ libre, leurs deux principaux ennemis étant sur la touche : Paul Carbone est mort dans un accident de train tandis que François Spirito est en fuite à la Libération, à la suite de sa collaboration avec l'occupant. Et avec l'arrivée de Gaston Defferre à la mairie de Marseille en 1947, ils deviennent véritablement les nouveaux rois de la ville.
C'est à partir de cette époque que Mémé commence à s'éloigner du Milieu, préférant fréquenter le grand monde. Il organise régulièrement des banquets et des réceptions qui réunissent des personnalités de la politique, des affaires et du show-business. Même si dans les faits c'est Antoine qui dirige le clan, Barthélemy est le plus en vue de la fratrie Guérini. Apprécié des Marseillais pour sa générosité, il a une réputation d'homme affable et diplomate. Chaque jour il accueille de nombreux voyous dans sa villa cossue, donnant des conseils, essayant de régler les différends, s'occupant des histoires d'honneur, des relations, donnant des feux verts et des interdictions... L'homme se plaît dans ce rôle de juge de paix.
En 1965, de vifs débats animent le clan. Antoine voudrait en effet abattre Robert Blémant, qu'il accuse d'être responsable de l'échec financier du "Grand Cercle", un cercle de jeux parisien. Bien que vivement opposé à cette exécution, Mémé n'arrivera pas à raisonner son frère : le 4 mai 1965, Blémant est abattu par trois tueurs motorisés. C'est le début de la fin pour le clan.
En 1966, le chauffeur et l'un des deux tireurs sont abattus. Le 23 juin 1967, c'est Antoine Guérini qui est tué, preuve que dans le Milieu personne n'est intouchable. Au lendemain de l'enterrement, où 2 000 personnes assistèrent aux obsèques, deux délinquants, Claude Mandroyan et un Espagnol, ont la malheureuse idée d'aller cambrioler la maison du feu parrain et de dérober pour 140 000 francs de bijoux à la veuve du parrain. Les deux voleurs vont proposer leur butin à un receleur qui prévient aussitôt les Guérini. Mémé et les autres frères d'Antoine ne digèrent pas l'insulte et pensent qu'ils sont associés à ceux qui ont tué Antoine. Erreur, les deux voleurs ne connaissent pas la réputation des Guérini. Ce sont deux amateurs. L'Espagnol a pris la fuite avec sa part de bijoux. L'autre, Claude Mandroyan, un garçon de café originaire de Besançon, accepte de rendre les bijoux et même de s'expliquer. Il ne sera pas cru. Ils le tuent et jettent le corps du haut d'une falaise, le cap Canaille. Son cadavre sera retrouvé dans la seconde quinzaine de juillet avec neuf balles dans la tête et les membres portent des traces de torture. La maîtresse de Mondroyan témoignera de sa tragique promenade. Barthélémy, Pascal et François Guérini sont arrêtés quelques jours plus tard, clamant à qui veut l'entendre leur innocence. François meurt à la prison des Baumettes d'une crise cardiaque tandis que Mémé est condamné à vingt ans de prison le 15 janvier 1969 (Pascal à quinze, deux autres hommes à dix et un troisième est relaxé). Peu avant, le 23 décembre 1968, le fils naturel de Mémé - René Mondoloni - est égorgé dans son lit d'hôpital où il est plongé dans un profond coma à la suite d'un accident de voiture, sous les yeux de son cousin Félix (qui avait déjà assisté à la mort de son père Antoine). Mondoloni était le chef du commando ayant assassiné Blémant et était lui-même à la recherche des hommes qui avaient tué son oncle.

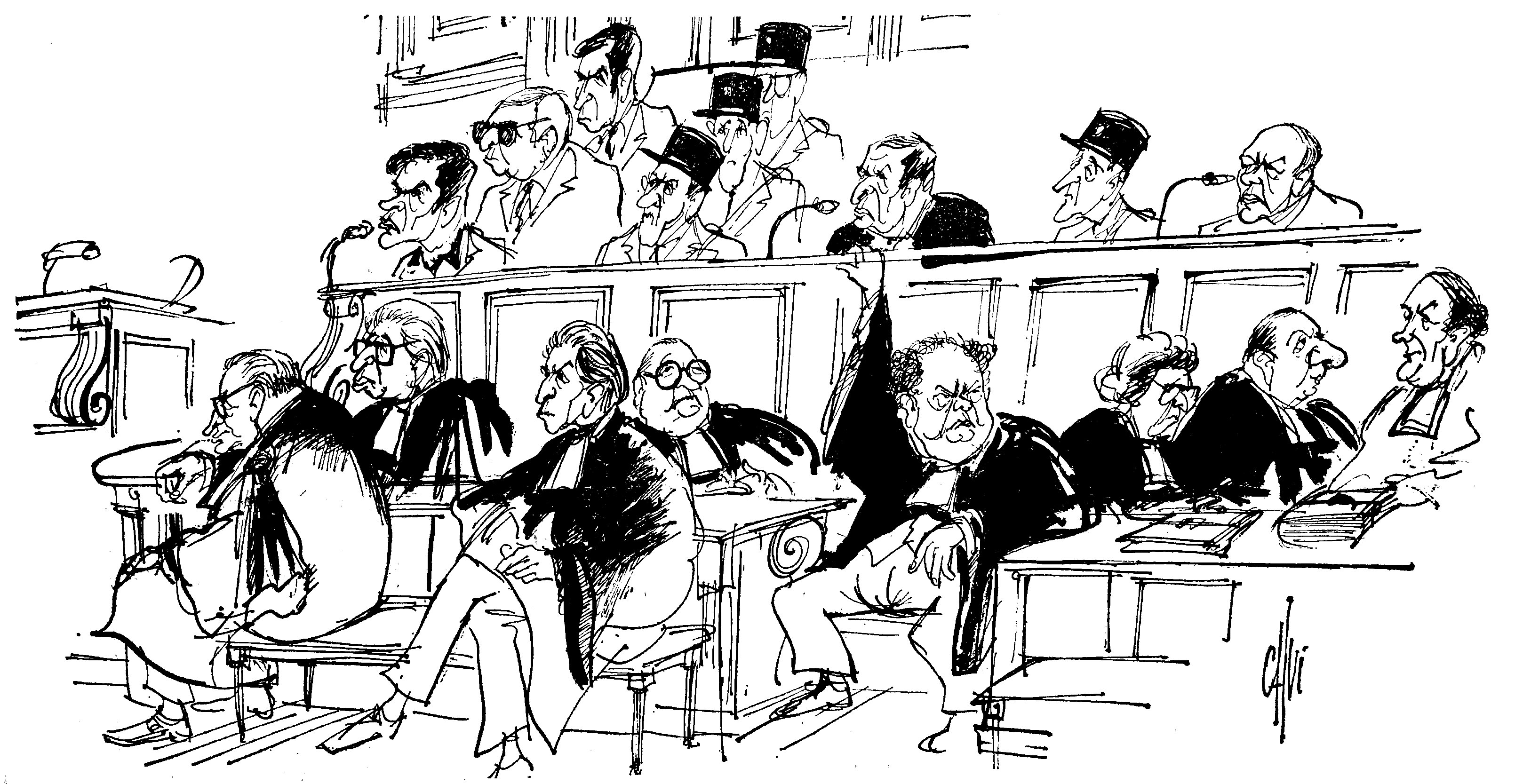
Procès de Barthélémy, Pascal et François Guérini. Marseille, janvier 1969 (dessin de Calvi).

## Dernières années et décès
Le 4 mars 1978, après plus de dix ans de détention, atteint d'un cancer du rectum, Barthélemy Guérini est libéré en conditionnelle. Décidé à s'éloigner le plus possible du Milieu, il lâche les affaires et vit ses dernières années près des siens. Il mourra le 1er mars 1982 à La Valette, une clinique privée de Montpellier[réf. nécessaire], à l'âge de 73 ans. Peu avant de mourir il aurait lâché : « Je n'irai plus à Marseille ».